# جاكابيل

طول جاكابيل مقارنة بالانسان

جاكابيل (الاسم العلمي: Jakapil) بمعنى حامل الدرع هو جنس من الديناصورات المدرعة العاشبة التي عاشت في العصر الطباشيري وتم اكتشافه في الارجنتين.
كان جاكابيل صغيرا طوله كان 1 متر ووزنه من4الى7كيلوغرام كان جاكابيل يسير على قدمين وكان يتميز بالنتوءات العظمية الظهرية التي كانت تشكل نوعا ما درعا لجاكابيل كما كان ايضا يتميز بالفك السفلي العميق وهذا سبب تسميته بكانيوكورا kaniukura اي بمعنى حجر القمة.